# Coccidencyrtus dynaspidioti
Coccidencyrtus dynaspidioti är en stekelart som beskrevs av Battaglia 1988. Coccidencyrtus dynaspidioti ingår i släktet Coccidencyrtus och familjen sköldlussteklar.
Artens utbredningsområde är Italien. Inga underarter finns listade i Catalogue of Life.